# 大倉媽祖文化園區

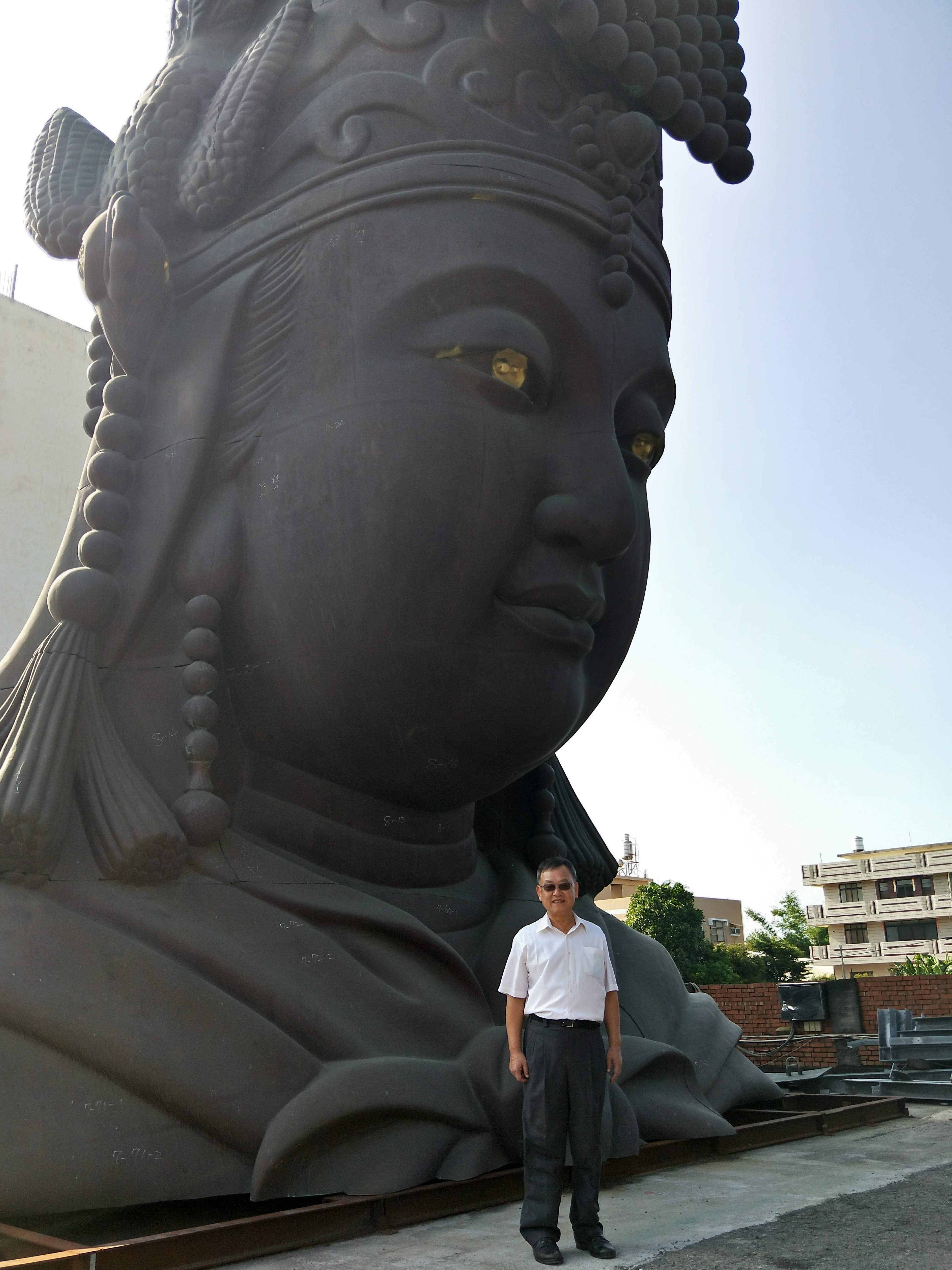
第18屆澎湖縣長賴峰偉與大倉媽祖銅像合影（澎湖縣政府全球資訊網提供）

大倉媽祖文化園區，2011年由台灣澎湖縣長王乾發提出，計畫於澎湖列島之一的大倉嶼（白沙鄉）設立「媽祖文化園區」，由於該計畫耗資新台幣5.5億元，澎湖縣議會雖通過其預算案，仍興起不少反對聲浪；繼任澎湖縣長陳光復於2015年3月宣布停建。2018年12月上任的澎湖縣長賴峰偉又將此案重啟討論，2019年11月11日宣布續建，2020年6月20日，縣政府決議將此案移往馬公市重光里開發，另起「重光媽祖文化園區」，大倉媽祖文化園區走入歷史。

## 計畫緣起

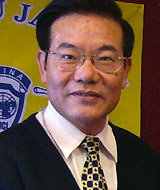
王乾發（第15、16屆澎湖縣長）

2011年由中國國民黨籍的澎湖縣長王乾發提出在素有「內海之珠」美譽的大倉嶼設立「媽祖文化園區」。該計畫包括設置一媽祖神像，神像高度48公尺、基座18公尺，總高度66公尺，堪稱世界最高的媽祖神像，足以環視澎湖內海；並另外規劃「漁村聚落生活圈」、「農業生活體驗區」、「沙灘踏浪區」、「堤岸賞海區」及「國際渡假村住宿區」等六大區塊的發展藍圖，以期帶動地方觀光、增進居民就業機會，隆景可期。

## 王乾發時期

### 地方爭議
計畫案中媽祖園文化區基礎工程2億5000萬元及媽祖神像主體3億元，總預算金額高達新台幣5.5億元，若包括其他港口疏濬等基礎工程，花費更逾新台幣10億，此案對於已背債18億、且每年歲入約僅2億元的澎湖縣政府不啻於沉重的負擔，引發地方爭議。
澎湖海洋公民基金會便嚴正反對大倉媽祖開發案，擔心此案高達5.5億的興建經費將會排擠教育、醫療、交通、社福等預算編列，並債留子孫。

### 內海之死
根據統計，至少有5個里的排水道未經任何污水處理便排入澎湖內灣，因內灣海域呈現三面封閉，且地勢低窪，並無海流通行，極容易淤積汙染源。澎湖海洋生物研究中心研究員的謝恆毅表示，2002年內灣海域的珊瑚礁覆蓋率尚超過80％，2011年時僅剩10％，原有至少三科十屬，共41種的原生珊瑚，現今僅剩一種，大半的珊瑚礁都被半公尺高的淤泥覆蓋，海底能見度已低於30公分。時至2013年，澎湖縣政府仍未對海上平台、夜釣小管、餐飲、旅館等業者廢水排放的狀況進行把關，導致內灣猶如「沖不掉的馬桶水」，走向生態死亡。然而，在汙染問題未獲解決的情況下，縣政府仍決議在澎湖內海的推行5.5億的大倉媽祖開發案。

### 議會通過
縣議員陳海山對「大倉媽祖文化園區」一案並無預設立場，僅表示縣府「未來如果可以勸募到三、四億元，就不會有人反對。」2011年12月，第17屆澎湖縣議會在一片質疑聲浪中通過設置此園區的預算案。
2012年11月，澎湖縣政府未依縣議會附帶條件，募款金額金未到位便先行發包招標；議長劉陳昭玲當庭抗議，認為縣府此舉等同陷議會立足不義，主張刪除工程續編的預算，其他議員們反應，倘若開發案若無法繼續執行，縣府將支付高達新台幣一億的違約金。

## 陳光復時期

### 宣布停建
2014年12月，民進黨籍陳光復當選第17屆澎湖縣長。2015年3月，陳光復顧及大倉媽祖文化園區工程需6.7億元自籌款，中央僅補助5,000萬元，且計畫執行以來，募款金額僅有600萬元，與原先募款目標「2.5億」落差過大，又因大倉媽祖文化園區全區開發面積超過18公頃，動工需經過環評，強制執行此案會使縣政府財務惡化，正式宣布不續建。
停建之議傳出，縣議會副議長陳雙全、縣議員陳海山陸續語出不滿；白沙鄉長莊美李、縣議員魏長源更召開記者會，陸續表達抗議的立場。

### 大倉法國村
計畫廢止後，陳光復提出「大倉法國村」的構想，提議對1885年清法戰爭澎湖之役中，病逝於澎湖的法國將軍孤拔（法語：Amédée Courbet）建立紀念館，以期望吸引歐美觀光客。此議一出，遭縣府多名一級主管反對，譏斥陳光復「不拜本地的神，卻拜外國的鬼」，時任副縣長鄭長芳、縣議員宋國進與陳雙全等人皆一致質疑澎湖縣政府為侵略者建立紀念館的正當性。

### 議員抨擊
2018年10月，中國國民黨籍議員陳雙全重提「大倉媽祖」舊案，此案停建迄今，縣政府不僅需支付廠商高達2億9,900萬的違約金，大倉島工程停擺，現場鋼筋裸露、形同廢墟，再度抨擊陳光復停建的決議。

## 賴峰偉時期

### 重啟聲浪
2018年11月澎湖縣長選舉結果出爐，陳光復尋求連任失利，由中國國民黨籍賴峰偉當選第18屆縣長，選舉期間，當選人賴峰偉獲前任縣長王乾發大力輔選。同年12月，賴峰偉上任便宣布重啟「大倉媽祖文化園區」建案的議題。
2019年3月8日，大倉社區發展協會自辦公聽會，澎湖縣政府秘書陳泰銘、白沙鄉長宋萬富、海洋公民基金會及其他與會村民約七十人。贊成方以此案有效促進大倉繁榮，亦可提升當地居民就業機會。反對者則批評，縣政府經費應先做航道疏濬、候船室整治等基本工程之用，花錢蓋神像無異於本末倒置的盲目建設。然則不論正反兩方，雙方皆主張縣政府應當設法恢復大倉島「後山」景觀為首要之務。

### 村民反對
2019年4月16日，大倉村村長陳文章舉辦臨時村民大會，現場與會人員有白沙鄉長宋萬富、鄉民代表副主席許龍聰、縣議員魏長源、縣政府參議張武福，以及海洋公民基金會代表人員兩名。在兩名鄰長附署下，大倉村舉辦臨時村民大會，討論由村長陳文章針對「大倉媽祖文化園區」續建與否的提案，提案內容為：
|  | 為配合澎湖縣政府開發「大倉媽祖觀光文化園區」，期以帶動澎湖內海觀光之隆景，居民土地被徵收、拆除納骨牆，被迫遷移祖墳，但縣政府藉故於興建半途中停止，放任建物鹽蝕風化、建材棄置荒鏽，大倉島原本美麗自然地理景觀，卻是換來終年塵土漫揚，環境如廢墟般地滿目瘡痍，今又有重建此案之訊息，為避免重蹈覆轍，居民強烈要求縣政府需協調並承諾村民的請求始得重建此案。 |

白沙鄉大倉村設籍居民約三百人，實住居民約莫六十多人，村民大會出席者約五十左右。針對陳文章關於大倉媽祖園區「有條件復工」的提案，村民大會現場採舉手表決，反對續建者25人、支持者僅有13人，陳文章的提案遂以否決作收。

### 宣布復工
預定安奉於大倉嶼上的媽祖銅像打造好之後，便長期放置彰化縣大村鄉的倉庫，原本台中市政府欲收購該神像安置於大安媽祖文化園區，最後仍不了了之。澎湖縣議員李添進曾提出縣府正視媽祖銅製金身、外觀氧化程度嚴重的狀況；又提出與其澎湖縣政府每月需繳付新台幣20萬的租金予業者，不如延請回澎湖，也同時由於大倉島仍面臨港口疏濬、需要龐大財務才能解決，建請縣府考慮移置西嶼鄉外垵村，其他尚有安放湖西鄉龍門村裡正角、馬公市金龍頭砲台、風櫃里蛇頭山等處的聲浪。
2019年11月11日，澎湖縣長賴峰偉暨澎湖縣政府團隊幾經評估，認為媽祖文化乃珍貴世界文明遺產，決議原地續建「大倉媽祖文化園區」。此外，為回應環保團體的顧慮，縣府從最初設定每日3,000人為登島上限的遊客數量，降至每日以1,000人為上限，就沒有另闢新港、挖掘航道的必要，以期將環境的影響降到最低；又由於大倉島基座已經打造完畢、縣府用地早已取得，大倉島整體評估上仍是「最低成本」、「最大效益」的神像安放地點。
對於縣府決議，反對人士指出，早於3月份已在大倉村辦過「大倉媽祖文化園區」續建與否的公聽會，4月份大倉嶼的村民大會也明確反對此案，此刻宣布復工乃是罔顧地方民意，毫不可取。

### 議會攻防
2019年11月14日，適逢澎湖縣議會第19屆第2次定期會開議，縣長賴峰偉在施政報告中將以活化內海觀光為目標，擔保任內一定將「大倉媽祖文化園區」興建完成。
澎湖縣議員陳慧玲表示嚴正反對，質詢過程中直言她個人並不反對媽祖神像迎回澎湖，但賴峰偉身為縣長，不應以私人臉書上進行的徵詢、將960個按讚數做為施政的民意依據，縣府頒訂的遊客每日1000人為上限的評估標準也不知從何而來，尤其更不該在對內海生態衝擊、尚無任何實際評估的情形下，便貿然宣布續建，此舉無異於不負責任、自行其是的作為。另一名縣議員許育愷則建議，既然打造好的媽祖銅像已經開光點眼，不妨以「擲筊」的方式來請示媽祖，由媽祖自行決定安奉的地點。
澎湖縣議長劉陳昭玲在會議中表示，希望賴峰偉能夠回應現場多名議員的質疑，畢竟此案動用新台幣2億5000萬至3億元的經費，建請縣府召開專案會議，擇期向議會逐一說明五個神像安置地點的評估報告，不然議會無法同意撥用如此龐大金額；劉陳昭玲亦建議縣府可考量訴諸民意，「大倉媽祖文化園區」續建與否一案交付公投或辦理網路投票，以表達縣政府能夠廣納民意的立場。

### 評估報告
澎湖縣政府回應議會要求，針對「白沙鄉大倉嶼」、「湖西鄉裡正角」、「西嶼鄉外垵村」、馬公市的「風櫃蛇頭山」和「金龜頭砲台」五個擇址地點做評估報告。賴峰偉認為「西嶼鄉外垵村」、「風櫃蛇頭山」和「金龜頭砲台」該處緊鄰歷史古蹟，有文資保護的疑慮；而「湖西鄉裡正角」則土地權屬複雜，且面對台灣海峽，視野不佳，聯外道路狹小，無法發揮觀光效益；評估結果仍是以「白沙鄉大倉嶼」最為合適，於是縣長賴峰偉呼籲：「澎湖沒有本錢分裂，沒有餘裕虛秏。現在是凝聚共識、團結一心，為澎湖找出路的時刻，讓流離在外的媽祖銅像回家吧！」
縣議員李添進批評這份評估報告，他代表西嶼鄉提議的興建地點明明是「西臺古堡」旁的空地，但評估報告卻淨寫「東臺古堡」，兩者差之千里，縣府團隊不僅搞不清楚狀況，根本是「先射箭再畫靶」，早已預設立場。
海洋公民基金會的胡昭安表示媽祖拍板決議在大倉嶼續建才是造成澎湖人分裂的元凶，若賴峰偉一意孤行，他不排除結合民間力量、發起公投連署，傾全力反對此案。

### 審議糾紛
2019年12月份，澎湖縣第19屆議會召開民國109年（2020年）年度的澎湖縣政府預算審查，其中便包括前身為「大倉媽祖觀光園區工程」的「澎湖媽祖觀光園區工程」墊付案，請款金額為新台幣2.5億元。
2019年12月26日，審議期間，澎湖縣議會議長劉陳昭玲表示，她有意願續建媽祖文化園區，只是希望重新評估興建地址，並且以議會的立場，本來便有與正反方民眾溝通的責任，她多次建議此案等縣府舉辦「民調」之後再行審議，不解賴峰偉為何多番否決。此外，相對於多數議員多持不贊同墊付案通過的態度，陳海山議員則提出只要決議上附加上「縣府須先取得大倉居民的多數同意續建後，始得動支預算」的條款，不妨讓預算案先行通過。
面對媽祖園區在大倉島的原地續建，民間不斷湧起鋪天的質疑聲浪，賴峰偉對此表示，他個人信奉「只要對的，就去做」的原則，重申自己「不能因為有大倉居民反對，就不去做」的立場，議會固然有監督權和建議權，採納與否則遵照他身為縣長的個人意志，希望議長能夠釐清「縣府」和「議會」之間的權責劃分。
當日會議流程流出，時任政治大學副教授鄭同僚（澎湖人）投書報紙批評，賴峰偉團隊關於重啟大倉媽祖的提案，請求墊付金額高達新台幣2億5千萬元，但提案說明居然「不足一頁」便送至縣議會審議，直言縣府團隊態度是何等「荒謬又傲慢」，可想而知。
2019年12月27日，澎湖當地媒體刊登縣長賴峰偉對於議長劉陳昭玲諸多批評的文章，令澎湖縣議會深感憤慨。由於民國109年（2020年）年度總預算案，縣府所提出的226個案子議會方面僅稍減2案，其餘分文不刪，足見澎湖縣全體議員並非不支持賴峰偉縣府團隊，卻仍要遭致縣長如此閒話，導致府會失和，於是當日臨時會20個提案全數「保留」，包括「澎湖媽祖觀光園區工程」2.5億元的墊付案也因此擱置。

### 公投連署
2020年元月，澎湖海洋公民基金會向澎湖縣政府民政處提請公投，公投題目訂為「您是否同意在大倉島續建媽祖文化園區？」的「公投連署書」，計723份繳交予民政處。根據「公投法」法規，第18屆縣長選舉人數為8萬6603人，提案者得以千分之五，收集433份即可完成「第一階段」連署。澎湖縣民政處在2020年1月21日收件後，3月14日予以退件，退件理由乃連署書「未提供主文、理由書、連署書影本及未依規定裝訂」等等，並要求3月18日前改正補交。海洋公民基金會批評民政處不僅辦事效率低落，甚至有刻意拖延的嫌疑。
2020年3月份，據傳澎湖縣政府係因政府經費的考量，有屬意以民調取代公投決定大倉媽祖是否續建的風聲。另外一方面，海洋公民基金會則顧慮不論是台灣或澎湖，近期受COVID-19疫情影響，暫時採取觀望態度，希望待疫情趨緩之後，再進行下一步動作。

### 工務處招標
2020年4月17日，澎湖縣工務處發布「媽祖雕像（佛首）組立統包工程」的公開招標公告。海洋公民基金會質疑澎湖縣政府此舉猶如「暗渡陳倉」，趁疫情緊繃之際發布招標公告，對此強烈不滿。
2020年4月22日澎湖縣縣長賴峰偉因應中華民國海軍敦睦艦隊染疫事件，在個人臉書與縣政府網站頒布「即日起至5月13日全民外出戴口罩，未戴口罩開罰3000元」的強制命令，並親自率領警察在馬公市街頭巡邏，同時呼籲民眾避免近期前往高雄或台南。「澎湖青年陣線召集人」冼義哲提出質疑，直指賴峰偉心態無異於「建媽祖神像來防疫」，大有借疫情發揮轉移「大倉媽祖案」之疑義。

### 電話民調決
2020年4月21日與22日，澎湖縣政府秘書陳其育（臺北辦公室主任）出面回應海洋公民基金會的質疑，表示此工程案與神像設置地點無關，僅針對「神像組裝重立」的工程發包，先前在2019年度澎湖縣政府的預算案送件，有獲得澎湖縣議會的審議通過，經費可由澎湖縣議會背書；針對神像設置的地點，陳其育表示將來會採取「電話隨機抽樣全民調」的方式來決定，至於海洋公民基金會所提出的「大倉媽祖公投案」，澎湖縣政府完全遵照法規程序秉公辦理，並無刻意刁難之說。
2020年6月8日起至12日止，賴峰偉及縣政府團隊為弭平反對聲浪，請政風處委託全國公信力和台灣趨勢研究公司兩間民調公司進行電話民調，題目是「是否贊成在大倉島續建澎湖媽祖觀光文化園區」，以隨機抽取的方式、兩間公司各自完成1068人民調（共計2136份），若贊成多於反對便在大倉島續建、若反對大於贊成，則在澎湖本島的「馬公重光開發區」起建。因該民調案卻未將「不續建」納入選項，等同無視海洋公民基金會在一月間函送縣政府723份「不續建」的連署書，備受批評以及爭議。
民調公布結果之前，海洋公民基金會原擬申請進入澎湖縣議會旁聽審議過程，卻因防疫期間，議會禁止民眾旁聽不得消息而入。

## 重光媽祖
2020年6月20日，澎湖縣政府公布民調結果，全國公信力民調公司在1068份電訪顯示「贊成31.8％、不贊成47.4％」，台灣趨勢研究公司的1068份電訪顯示「贊成23.3％、不贊成51.6％」，原大倉媽祖續建案被否決；縣政府先前拒絕公民團體將「不續建」納入選項，嗣後又將「不贊成」大倉媽祖文化園區，解釋為「贊成」改在馬公重光開發區興建媽祖園區，因而引發居民質疑。「大倉媽祖文化園區」自此走入歷史，該開發案改稱「澎湖媽祖觀光文化園區」或「重光媽祖文化園區」。
澎湖縣議員陳慧玲對此結果表示，民調題目未將「不興建」列入選項，無法真實反應澎湖民眾的態度，感到十分遺憾，但縣政府若執意執行自籌經費達新台幣2.5億元的「重光媽祖開發案」，在縣內經費光應付社會福利、固有建設皆已捉襟見肘的情況下，只能建請澎湖縣政府努力向中央爭取全額補助款。
2020年9月5日，重光里民因澎湖縣政府未事前告知重光里將成為「媽祖文化園區」備案而召開座談會，里民們紛紛表態反對，認為無完整規劃藍圖，又未舉辦重光說明會，更擔憂垃圾及污水，影響西衛及重光潮間帶生態等，更有年輕世代主張2.5億元經費移往醫療、老人福利，不要債留子孫。現場里民痛批縣府獨裁，並決議1.縣府應舉行全縣民調，將是否支持興建列入選項 2.必須在重光舉行說明會。
不過，新決議的「馬公重光開發區」先前出租予遠東航空的關係企業樺福開發公司，與澎湖縣政府的合約問題尚在法院仲裁階段，縣府能否如期收回、並發包媽祖園區工程皆是未定之數。除了重光土地問題，在媽祖文化園區已確定從大倉島撤案，澎湖縣政府尚需對於大倉島的土地破壞恢復工程、大倉民眾優先補償等方案，皆需一併納入後續的施政考量。

## 其他影響
為起建大倉媽祖文化園區工程，於2005年廢校的大倉國小校舍、校園悉數夷為平地。

## 外部連結
- 海洋公民基金會的Facebook專頁
- 今周刊，〈澎湖五億元廢墟 竟追加3000萬拚活化？〉 （页面存档备份，存于）
- 羅承宗，〈襲來！大倉媽祖巨神像！？〉 （页面存档备份，存于）
- 劉致昕，〈誰殺了澎湖灣？：一份污染報告中未被揭露的關鍵內容，預告秘境之死〉 （页面存档备份，存于）